# Gustavo Núñez
Gustavo Núñez (Montevideo, Uruguay, 15 de febrero de 1965) es un músico sinfónico uruguayo, considerado uno de los mejores fagotistas de su generación. Es fagotista principal de la Royal Concertgebouw Orchestra, desde 1995. Es conocido por su virtuosismo y en Madrid, en Escuela Superior de Música Reina Sofía, se refieren a él con admiración como 'el gran profesor de fagot'.

## Biografía
La familia de Gustavo Núñez tiene una profunda conexión con la música clásica. Su abuelo, clarinetista que emigró de España a Argentina con sus cinco hijos, transmitió su legado musical, ya que cuatro de ellos, incluido el padre de Gustavo, se convirtieron en músicos profesionales. Su padre, originario de Santiago de Compostela, Galicia, España, fue fagotista de la Orquesta del Sodre en Montevideo, al igual que el abuelo de Gustavo y tres de sus hermanos. Además de ser un destacado fagotista, su padre fue uno de los pocos profesores de fagot en Venezuela en esa época, estableciendo un influyente programa de enseñanza de fagot en América Latina.
Gustavo comenzó a aprender a tocar el violín a los cinco años, pero siempre tuvo el deseo de seguir los pasos de su padre tocando el fagot. Sin embargo, debido al tamaño del instrumento, tuvo que esperar hasta que tuvo la estatura suficiente para manejarlo.
En 1969, la familia Núñez tuvo que mudarse de Uruguay debido a que su padre, que estaba en la lista negra del servicio de inteligencia uruguayo en ese momento, se negó a tocar en la embajada de Estados Unidos con su quinteto de vientos como protesta contra la guerra de Vietnam, lo que trajo serias consecuencias para la familia. Se trasladaron a Caracas, Venezuela, cuando el padre de Gustavo fue invitado a formar parte de la Orquesta Sinfónica de Venezuela. En Caracas, Gustavo asistió a una escuela especializada en música, donde su padre también impartía clases de teoría musical.

## Carrera
Su carrera como músico sinfónico comenzó a los 14 años en Caracas, Venezuela, donde después de haber estudiado el fagot solo 3 años con su padre, el fagotista Filiberto Núñez, fue contratado por la orquesta Simón Bolívar. Este puesto lo ocupó Gustavo Núñez hasta 1981, cuando se trasladó a Londres para estudiar en el Royal College of Music. Su maestro en Londres fue Kerrison Camden, hijo del legendario Archie Camden. Después de dos años, regresó a Caracas para ganar dinero, tocando como segundo fagotista en la Orquesta Sinfónica Municipal de Caracas a la edad de 18 años. En 1984 ingresa a la prestigiosa clase del Prof. Klaus Thunemann en la Escuela de Música y Teatro de Hannover, Alemania, donde en 1988 obtiene su título. 
Gustavo Núñez fue premiado en el Concurso Internacional de Música de Ginebra y en el Concurso Carl Maria von Weber de Múnich, ambos en 1987. Un año más tarde es primer fagot en la Orquesta del teatro de Darmstadt, Alemania, y en 1989 es nombrado solista de la Sinfónica de Bamberg, donde estuvo radicado hasta 1995, cuando fuera contratado por la Concertgebouw de Ámsterdam. Con dicha agrupación, Núñez ha actuado bajo la batuta de maestros como Mariss Jansons, Bernard Haitink, Nikolaus Harnoncourt, Riccardo Chailly, Carlo Maria Giulini, Pierre Boulez, Kurt Sanderling, Kurt Masur, Lorin Maazel, Seiji Ozawa, Sir Colin Davis y Sir Georg Solti.
Desde el año 2000, Gustavo Núñez es catedrático en la Escuela Superior de Música “ROBERT SCHUMANN” de Düsseldorf, Alemania. Desde el curso 2016-2017 es catedrático de fagot en la Escuela Superior de Música Reina Sofía. Aunque en Düsseldorf solo enseña fagot, su rol en Madrid es más amplio, ya que también es profesor de música de cámara, que se diferencia de la música orquestal en que involucra conjuntos más pequeños y una colaboración más cercana entre los músicos.
Su actividad como solista y músico de cámara, así como su labor pedagógica lo han llevado a participar en festivales y a dictar cursos avanzados en Estados Unidos, Canadá, Japón, Australia, así como en diferentes ciudades de la Unión Europea y Latinoamérica.
Aunque reside en Europa, Núñez ha mantenido una fuerte conexión con su Uruguay natal. En 1996, regresó a Montevideo por primera vez para presentarse en público, con una serie de conciertos en el Palacio Taranco. Desde entonces, ha seguido actuando en Uruguay, encontrando una profunda satisfacción personal en estas presentaciones y manteniendo sus lazos con su tierra natal.

## Discografía
- Festliches Barock, 1991
- Mozart Wind Concertos, Concertgebouw Chamber Orchestra, Pentatone Classics, 2005
- Capricho, Bassoon Concertos, Channel Classics Records, 2012
- The Barber of Neville, Howard Blake Wind Concertos, Academy of St. Martin in the Fields, Pentatone Classics, 2013
- Antonio Vivaldi - Bassoon Concertos, Academy of St. Martin in the Fields, Pentatone Classics, 2015

## Premios internacionales

### Concurso Internacional de Música de Ginebra
| Año  | Resultado    |
| ---- | ------------ |
| 1987 | Premio Suizo |

### Carl Maria von Weber
| Año  | Resultado |  |
| ---- | --------- |  |
| 1987 | 1º Premio |  |